# Соломенская площадь (Киев)
Соломенская площадь — площадь в Соломенском районе города Киева. Расположена между Воздухофлотским проспектом, улицами Митрополита Липковского, Сурикова и Соломенской.

## История

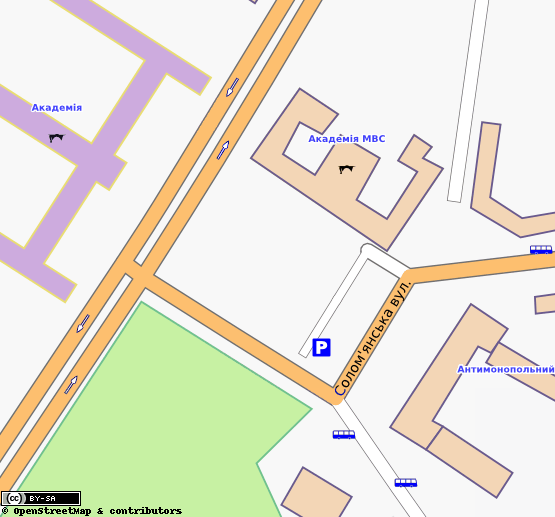
Соломенская площадь на карте города

Место, где расположена площадь, в начале XX века была незастроенным пустырём между Соломенкой и Соломенским кладбищем. Со временем вдоль Кадетского шоссе (Воздухофлотского проспекта) были построены сооружения Николаевского артиллерийского и 2-го Военного училища, и место будущей площади начало использоваться как место для учений. В 1920—1930-е годы тут проводились военные конные парады.
Площадь возникла в процессе застройки местности во второй половине 1940-х годов; она получила название Соломенская площадь.
В 1950-е — 1980-е годы существовало официальное название Площадь Урицкого. В 1982—1988 годах имела официальное название площадь Брежнева. Современное название — с 1988 года.
На площади установлен памятник Работникам органов внутренних дел Украины, погибшим во время выполнения служебных обязанностей.

## Галерея

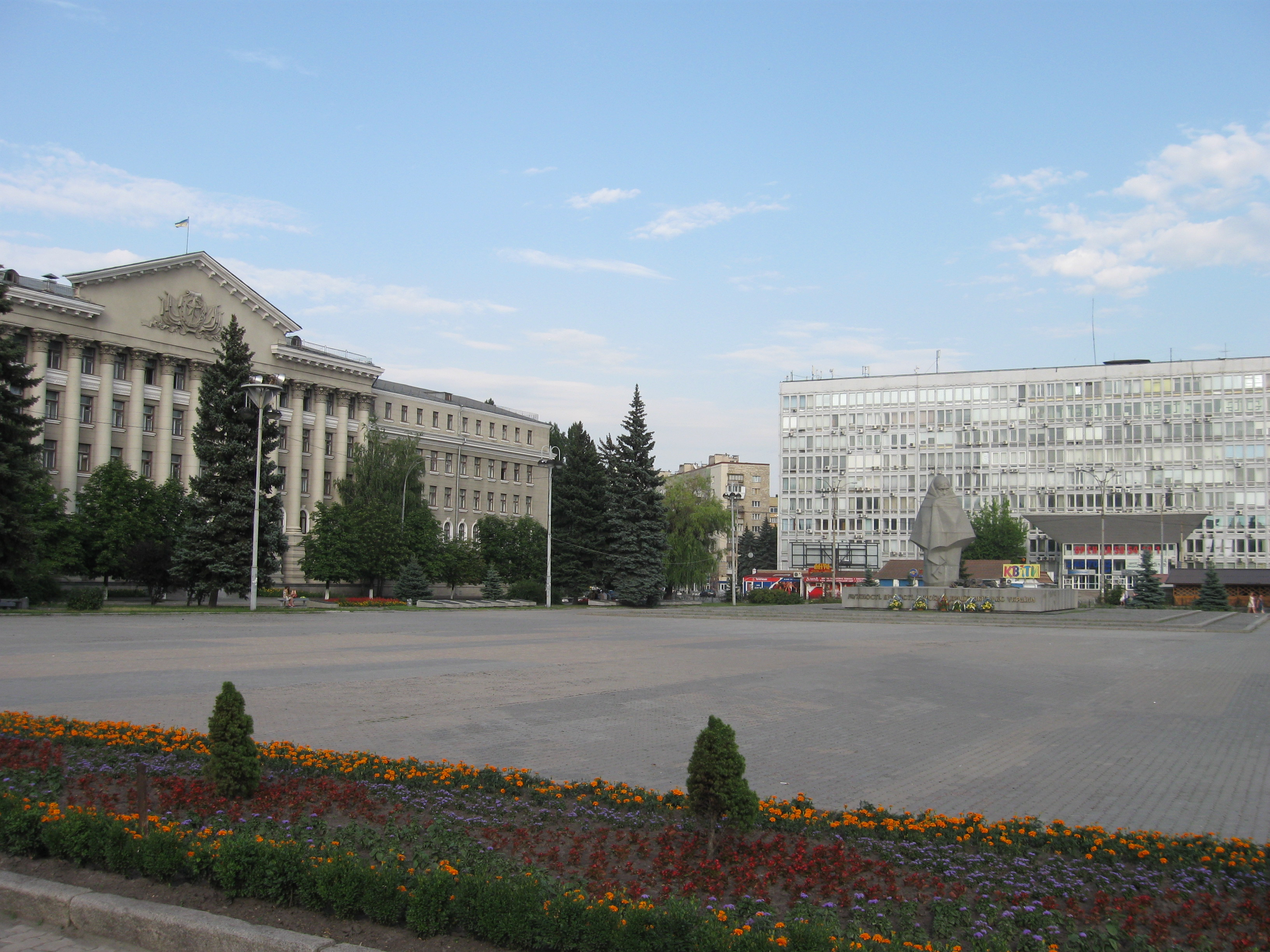
Соломенская площадь, 2009 год
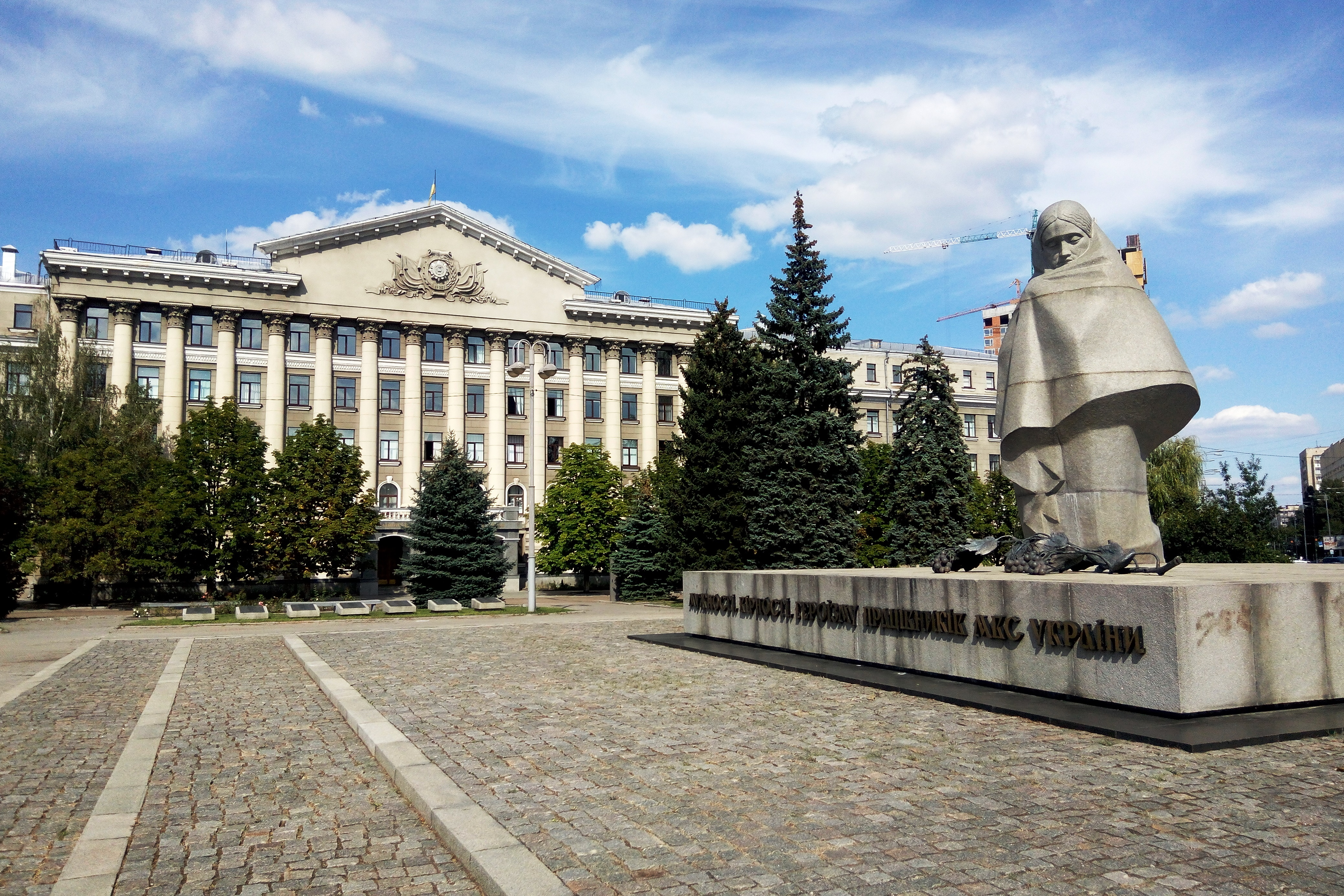
Памятник "Мужества, верности, героизму сотрудников МВД Украины" с видом на Национальную академию внутренних дел

## Транспорт
- Троллейбусы: 3, 8, 17, 19, 40.
- Автобус 69.
- Трамвайная линия существовала в 1908—1919 и в 1923—2001 годах.
- Расстояние до станции Киев-Пассажирский 2,1 км.
- Расстояние до станции метро Вокзальная 2,2 км.

## Государственные учреждения
- Апелляционный суд г. Киева

## Учебные заведения
- Национальная академия обороны Украины
- Национальная академия внутренних дел Украины